# Кнорринг, Софья Маргарита
Софья Маргарита Кнорринг (швед. Sophie von Knorring; 28 сентября 1797 — 13 февраля 1848) — шведская романистка, дочь шведского гофмаршала Целова, жена полковника Себастьяна фон Кнорринга.
В 1834 году она анонимно опубликовала «Kusinerna», роман, произведший сенсацию. За ним последовали: «Vännerna» (1835), «Axel» (1836) и многие др. Принадлежа сама к высшему обществу, она чаще всего изображала его быт, легко и жизненно, с тонким даром наблюдательности, умея, однако, схватывать и характерные особенности народной жизни.

## Биография
Софья родилась в усадьбе Грэфснэс (швед. Gräfsnäs) 28 сентября 1797 года. Она и ее четыре младшие сестры получили образование, которое считалось подходящим для благородной женщины до брака: немецкий, английский, французский, итальянский языки, музыка, живопись и танец, - все это преподавалось частными учителями дома. Их учил религии, истории и литературе поэт Арвид Август Афзелиус (швед. Arvid August Afzelius).
Она жила в Стокгольме со своей матерью и сестрами с 1810 года, где дебютировала в обществе в сезоне 1812-13. Это был особенно оживленный сезон в Стокгольме, который, по оценкам, повлиял на неё и её работу: она была представлена Мадам де Сталь (швед. Madame de Staël), к которой испытывала глубокое восхищение. Она также посмотрела "Racine and Corneille" в исполнении французской театральной труппы, в том числе выдворенную из России знаменитую Маргариту Жорж, а также "живые картины" (фр. tableaux vivants) в исполнении Генриетты Гендель-Шютц, которая имела большой успех в Стокгольме.
В 1814 году её отец был разорен, и семья жила в ограниченных условиях. В 1820 году Софья вышла замуж за полковника барона Себастьяна фон Кнорринга. Брак не сильно изменил экономическое положение в семье. После того, как супруга представили к награде, она последовала за ним: с 1834 года они постоянно жили в Аксевалле. С 1827 года Кнорринг страдала от чахотки, и хотя она "долго и успешно боролась с ней", она была вынуждена проводить зимы в замкнутом помещении, и в конце концов умерла от этого. Софья смогла выехать за границу пару раз: она посетила Копенгаген в 1838 году, а также Германию и Австрию в 1846 году.

## Литературное наследие
Наряду с Карлом Йонасом Лув Альмквистом, Августом Бланшем, Фредрикой Бремер и Эмилией Флигаре-Карлен, Софья фон Кнорринг стояла у истоков шведской реалистической литературы 1830-х и 1840-х годов.